# Kulturpreis des Kreises Pinneberg
Der Kreis Pinneberg verleiht jährlich einen Anerkennungspreis für künstlerisch Schaffende und einen Förderpreis für den künstlerischen Nachwuchs.

2016 wurde der Preis in "Drosteipreis - Der Kulturpreis des Kreises Pinneberg" umbenannt.

## Vergabemodalitäten
Die Preise werden an Einzelpersonen oder Personengruppen für besondere künstlerische Leistungen auf den Gebieten der Bildenden Kunst, der Musik sowie der Literatur und darstellenden Kunst verliehen.

Voraussetzung ist, dass diese im Kreis Pinneberg wohnen oder einen Großteil ihres Lebens im Kreis Pinneberg verbracht oder in ihrem künstlerischen Wirken einen regelmäßigen Bezug zum Kreis haben. Jede Person oder Personengruppe kann nur einmal mit dem jeweiligen Preis ausgezeichnet werden.
Die Verleihung von zwei unterschiedlichen Kulturpreisen erfolgt erst seit dem Jahr 2003 (Beschluss des Pinneberger Kreistages vom 21. Juni 2003). Bis dahin wurde jährlich im Regelfall ein Kulturpreis als Anerkennungs- oder Förderpreis für künstlerisch Schaffende unter besonderer Berücksichtigung des künstlerischen Nachwuchses, und nur in Ausnahmefällen zwei, verliehen. Seit 2018 gilt für den Jugendförderpreis eine Altersbeschränkung und wird an Jugendliche und junge Erwachsene bis zu einem Alter von 35 Jahren verliehen.
Der Anerkennungspreis ist mit 5000 Euro und der Förderpreis für den künstlerischen Nachwuchs mit 2500 Euro dotiert. Vorschläge für die Preisverleihung können alle Einwohner des Kreises Pinneberg, die Kommunen des Kreises sowie die Mitglieder der Kulturpreisjury einreichen. Eigenbewerbungen bleiben unberücksichtigt.

## Besetzung der Preisjury
Die Jury setzt sich aus
- jeweils drei unabhängigen Sachverständigen der drei Kunstsparten
  - Bildende Kunst,
  - Musik,
  - sowie der Literatur und darstellenden Kunst,
- je einem Mitglied der im Kreistag Pinneberg vertretenen Fraktionen,
- dem Vorsitzenden des Kreiskulturverbandes und
- zwei Vertretern der im Kreis Pinneberg mit Kultur befassten Institutionen

zusammen.

## Kulturpreisträgerinnen und Kulturpreisträger
| Jahr | Anerkennungspreis            | Förderpreis                   |                      |
| ---- | ---------------------------- | ----------------------------- | -------------------- |
| 1981 | Barbara Stehr                |                               |                      |
| 1982 | C. Nockemann                 |                               |                      |
|      | Dietmar Schwalke             |                               |                      |
| 1983 | H. Kegel                     |                               |                      |
|      | Wedeler Kammerorchester      |                               |                      |
| 1984 | Gerhard und Susanne Folkerts |                               |                      |
| 1985 | Walter Arno                  |                               |                      |
| 1986 | Daniela Castner              |                               |                      |
|      | Hartmut Mohr                 |                               |                      |
| 1987 | Sigrun Koeppe                |                               |                      |
| 1988 | Dagmar Schwalke              |                               |                      |
| 1989 | Kurt Kranz                   |                               |                      |
| 1990 | Bad Sister (Band)            |                               |                      |
|      | Victor Suslin                |                               |                      |
| 1991 | Erhard Göttlicher            |                               |                      |
| 1992 | Manfred Steffen              |                               |                      |
| 1993 | Jiri Szeppan                 |                               |                      |
|      | Antje Stehn                  |                               |                      |
| 1994 | Wolfgang-Andreas Schultz     |                               |                      |
| 1995 | Max Hermann Mahlmann         |                               |                      |
|      | Gudrun Piper                 |                               |                      |
| 1996 | Franz Erhard Walther         |                               |                      |
| 1997 | Sofia Gubaidulina            |                               |                      |
| 1998 | nicht vergeben               |                               |                      |
| 1999 | Thomas Karp                  |                               |                      |
| 2000 | nicht vergeben               |                               |                      |
| 2001 | Franz Josef Degenhardt       |                               |                      |
| 2002 | Gagel                        |                               |                      |
| 2003 | Stefan Czermak               | Marcus Jensen                 | [ 6 ]                |
| 2004 | Simone Eckert                | Brigitta Höppner              | [ 7 ]                |
| 2005 | Roswitha Quadflieg           | Ingo Warnke                   | [ 8 ]                |
| 2006 | Valeri Krivoborodov          | Olrik Kohlhoff                | [ 9 ]                |
| 2007 | Michael Kress                | Wolfgang Zilcher              | [ 10 ]               |
| 2008 | Rainer Schnelle              | Larissa Boehning              | [ 11 ]               |
| 2009 | Robert Stehli                | Hannes Burchert               | [ 12 ]               |
| 2010 | Sabine Mohr                  | Alexander Suslin              | [ 13 ]               |
| 2011 | Pitt Sauerwein               | Sandra Hempel                 | [ 14 ]               |
| 2012 | Peter Heidrich               | Birgit Bessler                | [ 15 ]               |
| 2013 | Reinhard Petersen            | Tilman Clasen                 | [ 16 ]               |
| 2014 | Anna Gudjónsdóttir           | „Quartonal“                   | [ 17 ]               |
| 2015 | Nikola Anne Mehlhorn         | Arne Lösekann                 | [ 18 ]               |
| 2016 | Anders Petersen              | Marion-Inge Otto-Quoos - mioq | [ 19 ]               |
| 2017 | Volker Renner                | Michael Heering               | [ 20 ]               |
| 2018 | Yorck Felix Speer            | Oliver Rau                    | [ 21 ] [ 22 ]        |
| 2019 | Anneke Kim Sarnau            | Pascal Stierl                 | [ 23 ] [ 24 ] [ 25 ] |
| 2020 | Chorknaben Uetersen          | Pia Koch                      | [ 26 ]               |
| 2021 | Reinhold Engberding          | Johann Jacob Nissen           | [ 27 ] [ 28 ]        |
| 2022 | Hans-Georg Kramer            | Bendikt Zimmer                | [ 29 ]               |
| 2023 | Karl-Heinz Boyke             | Klara Schwabe                 | [ 30 ] [ 31 ]        |
| 2024 | Detlef Allenberg             | Theo Rohde                    | [ 32 ] [ 33 ] [ 34 ] |